# Užgorodska pravoslavna katedrala
Katedrala Krista Spasitelja glavna je pravoslavna crkva u Zakarpatju. Dominira Trgom Ćirila i Metoda u gradu Užhorodu
Crkva s pet kupola visoka 60 metara sagrađena je 1990-ih nakon što je katedrala Svetog Križa vraćena grkokatoličkoj Eparhiji mukačevskoj. Moderna zgrada može primiti do 5000 vjernika. U njenom prizemlju nalazi se kapela posvećena Uzvišenju Svetog Križa. Protojerej je Dmitro Sidor.
Katedrala pripada Eparhiji Mukačevo i Užgorod Ukrajinske pravoslavne crkve Moskovske patrijaršije. Godine 2008. u zgradu je pretresla agencija za nacionalnu sigurnost zbog sumnje u separatističke aktivnosti.

## Vanjske poveznice
|  | Zajednički poslužitelj ima još gradiva o temi Užgorodska pravoslavna katedrala |